# Oahe
Oahe (ang. Lake Oahe) – sztuczne jezioro na rzece Missouri w Stanach Zjednoczonych, na terenie stanów Dakota Południowa i Dakota Północna. Największy pod względem powierzchni sztuczny zbiornik wodny na terenie Stanów Zjednoczonych, a czwarty pod względem objętości.
Zajmuje powierzchnię 1255 km², objętość wynosi 28,5 mld m³. Rozciąga się na długości około 372 km, od miasta Pierre na południu po okolice Bismarck na północy. Głębokość sięga 62 m. Lustro wody utrzymywane jest na wysokości 490–494 m n.p.m. Do zbiornika uchodzą rzeki Cheyenne, Grand oraz Moreau. Większe miasta nad jeziorem to Mobridge i Fort Yates.
Jezioro zostało stworzone poprzez budowę w latach 1948–1963 zapory wodnej Oahe, ok. 10 km na północ (w górę rzeki) od miasta Pierre. Za jej budowę odpowiadał Korpus Inżynieryjny Armii Stanów Zjednoczonych. Na zaporze funkcjonuje elektrownia wodna. Zbiornik spełnia również funkcje przeciwpowodziową i rekreacyjną, a także gromadzi wodę na potrzeby irygacji.
Zbiornik znajduje się w granicach dziesięciu hrabstw Dakoty Południowej – Hughes, Stanley, Sully, Haakon, Ziebach, Dewey, Potter, Walworth, Campbell i Corson, a także jednego w Dakocie Północnej – Sioux. Nad zachodnim brzegiem jeziora znajdują się dwa rezerwaty Indian – Cheyenne River oraz Standing Rock.
Nazwa jeziora oraz tworzącej go zapory pochodzi od założonej w 1874 roku protestanckiej placówki prowadzącej działalność misyjną wśród okolicznych Indian. Znajdowała się ona nieopodal miasta Pierre, na terenie obecnie zalanym przez wody jeziora.